# Pelle Westlin
Axel Pelle Westlin (* 3. Mai 1991) ist ein schwedischer Jazzmusiker (Tenorsaxophon, Bassklarinette), der sich auch als Gitarrist und Sänger im Folkbereich betätigt.

## Leben und Wirken
Westlin studierte an der Akademdie für Musik und Drama der Universität Göteborg. Seit Mitte der 2010er-Jahre ist er in der schwedischen Jazzszene aktiv: U. a. gehört er dem kollaborativen Trio Ramberget an (Album Slåttermyren, mit Gustav Davidsson, Posaune, Johanna Ekholm, Kontrabass). Er leitet das Jazz-Quartett Westlin/Tontin (mit Davidsson an der Posaune, Boel Mogensen am Bass und Anton Jonsson am Schlagzeug), dessen Debütalbum 2018 erschien.
Weiterhin ist Westlin Mitglied in dem von der Sängerin Channa Riedel geleiteten Ensemble Beloveds, mit letzterem zu hören auf dem Album Så tar natten dig åter (2020), das laut All About Jazz Jazz mit Wurzeln in der europäischen Volksmusik und mit einem ausgeprägten Fokus auf Improvisation hat. Außerdem gehört er den Formationen Rotsystem und Sol Sors Taverna an. Beim Ad Hoc Fest trat er 2022 mit Christian Cuadra, Boel Mogensen, Maria Dahlin und Per Tjernberg auf. Mit Emma Augustsson und Dennis Egberth spielte er auf  Luftrummet (2022) Improvisationen auf der Basis von Barockmusik.
Als Sänger/Gitarrist legte Westlin zudem 2021 die Soloalben Psalmer, Fler psalmer und God Jul: Ännu fler psalmer, sånger och andliga visor vor, mit Volksliedern wie „Jul, jul, strålande jul“, „Det är en ros utsprungen“ und „Sankt Staffans visa från Norrland“.

## Diskographische Hinweise
- Pelle Westlin, Anton Jonsson: Westlin/Jonsson (Grodor & Fåglar, 2018)
- Adrian Åsling Sellius/Pelle Westlin (Grodor & Fåglar, 2018)
- Beloveds: Så Tar Natten Dig Åter (2020)
- Ramberget: 24 Ways (Volume I) (2021)[6]
- Emma Augustsson / Pelle Westlin / Dennis Egberth: Luftrummet (Augusta Musik, 2022)
- Westlin Tontin Live! - En kväll på Glenn Miller Café (Grodor & Fåglar, 2023)